# Carlo Roberto Maria Redaelli
Carlo Roberto Maria Redaelli (Milão, 23 de junho de 1956) é um arcebispo católico italiano, de 28 de junho de 2012, 17º arcebispo metropolitano de Gorizia.

## Biografia
Nasceu em Milão, capital da província e sede arquiepiscopal, em 23 de junho de 1956, de pai de Brianza e mãe de Belluno. Ele é originário da paróquia de San Giovanni in Laterano, no distrito de Città Studi.

### Formação e ministério sacerdotal
Em 14 de junho de 1980, ele foi ordenado sacerdote pelo arcebispo Carlo Maria Martini e no dia seguinte celebrou sua primeira Santa Missa em sua paróquia.
Em 20 de outubro de 1988, enquanto estudante do Pontifício Seminário da Lombard, formou-se em Direito Canônico na Pontifícia Universidade Gregoriana.
De 1983 a 1993, ele ocupou o cargo de assistente do escritório de advocacia da arquidiocese de Milão e, entretanto, foi nomeado presidente do Comitê de entidades eclesiásticas e propriedade da Conferência Episcopal Italiana. Em 1987, ele promoveu a justiça no tribunal eclesiástico regional da Lombardia e, desde 1991, é membro do órgão para a solução de quaisquer disputas. Desde 1993, ele é advogado geral, desde 1994 membro do conselho de administração da fábrica Veneranda Duomo em Milão, desde 1995 membro do conselho de administração da obra diocesana, desde 1998 responsável pelo observatório jurídico regional da Lombard e desde 2000 membro do conselho presbiteral.
Em 11 de janeiro de 2004, o cardeal Dionigi Tettamanzi o nomeou vigário geral da Arquidiocese de Milão.
Ele fundou a revista Ex lege, "com o objetivo de informar os párocos e administradores de órgãos religiosos" .

### Ministério episcopal
Em 8 de abril de 2004, o Papa João Paulo II o nomeou bispo auxiliar de Milão e bispo titular de Lambesi ; recebeu ordenação episcopal no dia 5 de junho seguinte, na Catedral de Milão, com o bispo Luigi Stucchi, do cardeal Dionigi Tettamanzi, co-consagradores do cardeal Attilio Nicora e do bispo Francesco Coccopalmerio (mais tarde arcebispo e cardeal).
Em 27 de setembro de 2010, foi nomeado presidente do Conselho de Assuntos Jurídicos da Conferência Episcopal Italiana, sucedendo ao Bispo Domenico Mogavero.
Em 9 de setembro de 2011, foi procurador do cardeal Angelo Scola por tomar posse da Arquidiocese de Milão.
Em 5 de abril de 2012, durante a Missa do Crisma, o cardeal Angelo Scola anunciou sua nomeação como vigário episcopal da Zona Pastoral VII de Sesto San Giovanni, que aconteceria no dia 29 de junho seguinte.
Em 28 de junho de 2012, o Papa Bento XVI o nomeou arcebispo metropolitano de Gorizia ; sucede Dino De Antoni, que renunciou devido a seu limite de idade. Em 8 de setembro, ele se despediu da arquidiocese ambrosiana, enquanto em 14 de outubro tomou posse canônica da arquidiocese de Gorizia. Em 29 de junho de 2013, ele recebeu o palio das mãos do Papa Francisco na Basílica de São Pedro, no Vaticano.
Em 25 de janeiro de 2016, ele foi enviado como visitante apostólico à diocese de Acqui; após a renúncia de Pier Giorgio Micchiardi por atingir os limites de idade, ocorrida em 19 de janeiro de 2018, ele foi nomeado administrador apostólico da diocese até a posse do sucessor Luigi Testore [, em 11 de março seguinte.
Em maio de 2019, foi eleito presidente da Comissão Episcopal pelo serviço de caridade e saúde da Conferência Episcopal Italiana e, como tal, presidente da Caritas Italiana e da Consulta Eclesial dos órgãos de bem-estar social .
Em 29 de julho de 2019, o Papa Francisco nomeia-o como membro do Colégio para o exame dos recursos relacionados à delicta reservata, estabelecidos na Congregação para a Doutrina da Fé.